# Félin en Birmanie

Le tigre fait partie des espèces de félins emblématiques du la Birmanie.

La Birmanie est un pays accueillant huit espèces de félins sauvages et le chat domestique. Parmi les races de chats, le Sacré de Birmanie est originaire du pays.

## Espèces
Selon l'Union internationale pour la conservation de la nature, l'aire de répartition de huit espèces de félins sauvages recouvre la Birmanie : le tigre (Panthera tigris), la Panthère nébuleuse (Neofelis nebulosa), le Léopard (Panthera pardus), le Chat marbré (Pardofelis marmorata), le Chat pêcheur (Prionailurus viverrinus), le Chat de Temminck (Catopuma temminckii), le Chat-léopard (Prionailurus bengalensis) et le Chaus (Felis chaus).

## Protection
La Birmanie dispose encore de larges zones forestières, qui pourraient abriter de nombreuses espèces de félins. Bien qu'assez peu d'études a été menées sur les populations de félins sauvages, les résultats conduisent à un fort déclin des populations en raison du braconnage et de la perte de l'habitat. Le trafic d'animaux est très répandu dans le pays, avec de nombreuses espèces impactées et un commerce ouvertement pratiqué. Les peaux sont vendues comme objets d'ornement, les os pour la médecine traditionnelle, la viande pour les plats exotiques et les animaux vivants comme animaux de compagnie. Le commerce birman fait l'objet d'études régulières depuis 1991. Les villes frontalières de Tachileik,,, Myawaddy, le Rocher d'Or, le Col des Trois Pagodes et Mong La sont d'importantes zones d'échanges.
Lors d'une étude réalisée de mai 2016 à avril 2017, les peaux de félins les plus présentes sur les marchés sont la Panthère nébuleuse, le léopard, le Chat-léopard, le Chat de Temminck, le Chaus et le tigre ; les plus chères sont celle du tigre (1 100 dollars américain) et de la Panthère nébuleuse (257 à 530 dollars), la moins chère est celle du chaus (onze dollars). Pour les crânes, la Panthère nébuleuse est à nouveau le félin le plus vendu, suivi par le tigre, le chaus et le léopard. Les zones de vente sont situées à Tachileik, KyaiKtiyo et Min Bu Shwe Sat Taw. La pression de braconnage sur la Panthère nébuleuse est confirmée comme très forte dans le pays. Selon des données collectées par TRAFFIC entre 2001 et 2010, la Panthère nébuleuse est le troisième félin le plus vendu sur les marchés birmans.
La loi birmane (lois n°583/94.1994) protège intégralement le Chat de Temminck, la Panthère nébuleuse, le léopard et le tigre. Le braconnage est puni de sept ans de prison ou d'une amende de 50 000 kyats. La chasse des autres espèces de félins sur le territoire nécessite un permis du directeur général du département des forêts.

## Chat domestique

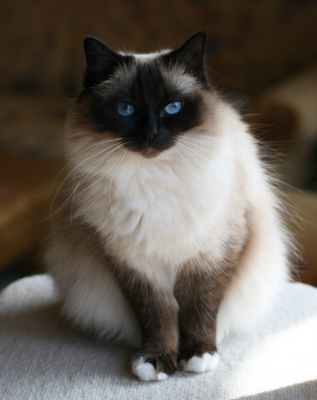
Le sacré de Birmanie est une race de chats qui serait originaire de Birmanie.

La race de chats Sacré de Birmanie est, selon la légende, originaire de Birmanie. Une légende répandue raconte qu'il y a longtemps en Birmanie, dans un temple consacré à une déesse dorée aux yeux de saphir, un vieux prêtre possédait un chat blanc nommé Sinh. Un jour, le temple fut envahi et les ennemis tuèrent le vieux prêtre. Sinh sauta sur la tête de son maître en regardant dans les yeux la statue de la déesse. Ses yeux devinrent alors saphir comme ceux de la déesse et sa fourrure prit une teinte dorée, sauf ses pattes qui restèrent blanches comme la chevelure du vieux prêtre. Quelques jours plus tard, Sinh mourut de chagrin et tous les chats qui vivaient dans le temple subirent la même métamorphose, devenant les premiers chats sacrés de Birmanie. Une seconde légende raconte que ce chat aurait été dérobé dans le temple de Lao Tsun, en Birmanie et que le premier couple de ces chats aurait été apporté en France sur le yacht d'un milliardaire américain en 1920.